# École supérieure des sciences exactes et appliquées de Bongor
L'École supérieure des sciences exactes et appliquées de Bongor (ESSEAB) est un établissement d'enseignement supérieur public tchadien de la ville de Bongor, au sud-ouest du pays.

## Historique
Elle a fonctionné d'abord dans des locaux provisoires (Institut national des sciences humaines à Ndjamena).

## Disciplines et spécialisations
L'ESSEAB forme les étudiants à la carrière de professeur des collèges et des lycées dans les matières scientifiques.
Elle compte trois départements :
- Département de Mathématiques-informatique
- Département des Sciences de la vie et de la Terre
- Département de Physique-chimie

## Liste des directeurs
- 2003 - Ayambi Goutima